# Escrignelles
Escrignelles es una comuna francesa situada en el departamento de Loiret, en la región de Centro-Valle del Loira. Tiene una población estimada, en 2020, de 51 habitantes.

## Demografía
| 121 | 112 | 86 | 85 | 83 | 78 | 51 |
| Para los censos de 1962 a 1999 la población legal corresponde a la población sin duplicidades (Fuente: INSEE [Consultar]) |     |    |    |    |    |    |